# (16250) Delbó
16250 Delbo (2000 HP26) – planetoida z grupy pasa głównego asteroid okrążająca Słońce w ciągu 3,52 lat w średniej odległości 2,31 j.a. Odkryta 26 kwietnia 2000 roku.